# 哥本哈根市郊鐵路E線
哥本哈根市郊铁路E线是哥本哈根市郊铁路网络中的一条营运中线路，1968年5月26日开通。
现时仅在周一至周五白天运营。夜间及周末时段哥本哈根市郊铁路E线与哥本哈根市郊铁路A线合并为哥本哈根市郊铁路A线，这时的哥本哈根市郊铁路A线同时停靠A线车站及E线车站。

## 现停靠站
| 站名             | 换乘                        |
| ---------------- | --------------------------- |
| 克厄站           | 国铁                        |
| 厄尔比站         | 国铁                        |
| 克厄北站         | 国铁                        |
| 耶西站           |                             |
| 索尔勒斯特兰站   |                             |
| 卡尔斯隆讷站     |                             |
| 格雷沃站         |                             |
| 洪迪厄站         |                             |
| 伊斯霍伊站       |                             |
| 新埃勒比约站     | 国铁 哥本哈根地铁（建设中） |
| 谢勒站           |                             |
| 南港站           |                             |
| 迪伯尔桥站       |                             |
| 哥本哈根火车总站 | 国铁 哥本哈根地铁           |
| 西门站           |                             |
| 北门站           | 国铁 哥本哈根地铁           |
| 东门站           | 国铁 哥本哈根地铁           |
| 北港站           | 国铁 哥本哈根地铁           |
| 天鹅磨坊站       |                             |
| 海勒鲁普站       | 国铁                        |
| 伯恩斯托夫路站   |                             |
| 根措夫特站       |                             |
| 耶厄斯堡站       | 国铁                        |
| 灵比站           |                             |
| 无忧站           |                             |
| 维鲁姆站         |                             |
| 霍尔特站         |                             |

## 历史

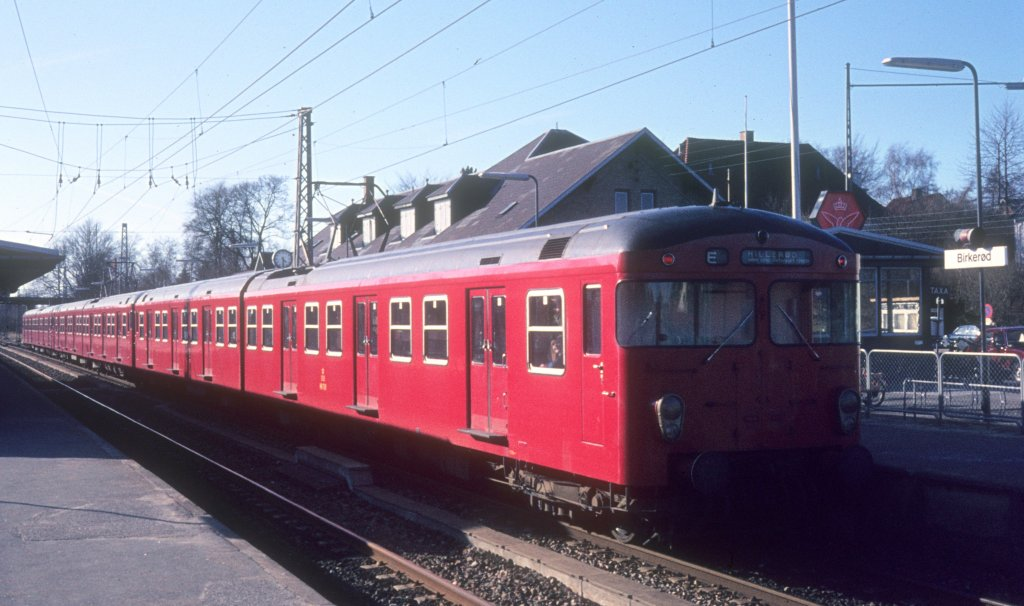
1975年，使用第二代哥本哈根市郊铁路列车的哥本哈根市郊铁路E线列车，拍摄于比克勒站。
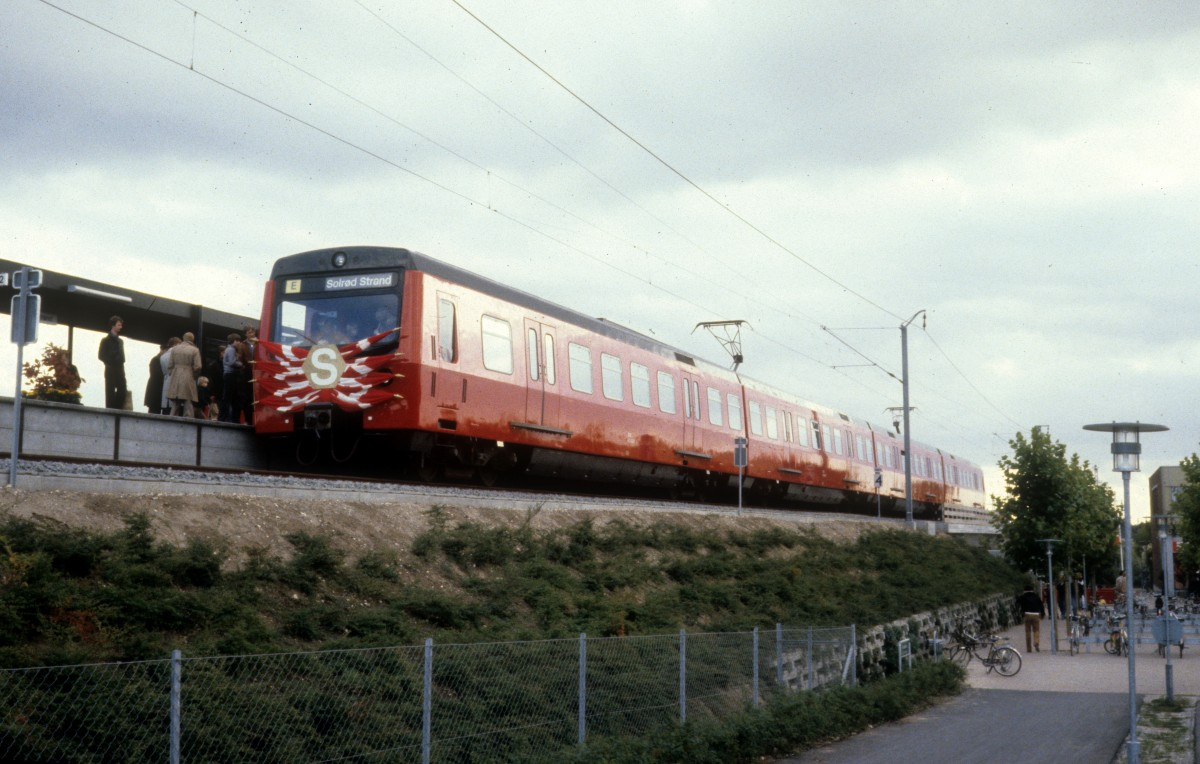
1979年，使用第三代哥本哈根市郊铁路列车的哥本哈根市郊铁路E线列车，拍摄于索尔勒斯特兰站。
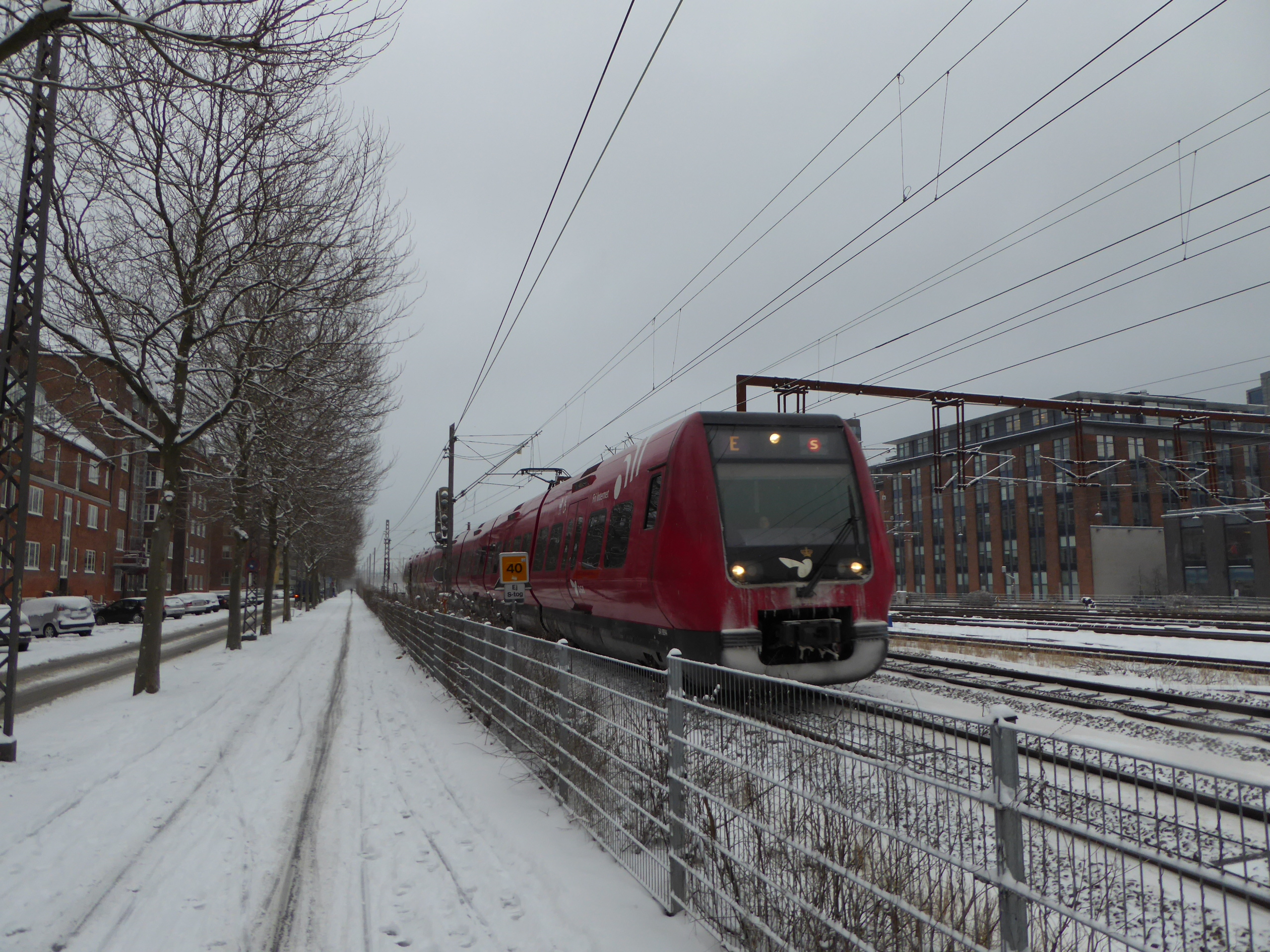
雪中的哥本哈根市郊铁路E线列车。这时已更新至第四代哥本哈根市郊铁路列车，该车的具体型号为丹麦国铁SA型电力动车组。拍摄于2016年时的东铁街。

### 哥本哈根市郊E线历史线路一览表
| 开始执行时间   | 大致走向                                                       | 备注 |
| -------------- | -------------------------------------------------------------- | --- |
| 1968年5月26日  | 哥本哈根火车总站⟷希勒勒站                                      | 不停靠东门站⟷霍尔特站之间各站。                                                                                       |
| 1972年10月1日  | 措斯楚普站⟷哥本哈根火车总站⟷希勒勒站 （周一至周六）            | 不停靠瓦尔比站⟷哥本哈根火车总站、东门站⟷霍尔特站之间各站。                                                            |
| 1972年10月1日  | 哥本哈根火车总站⟷希勒勒站 （周日）                             | 不停靠瓦尔比站⟷哥本哈根火车总站、东门站⟷霍尔特站之间各站。                                                            |
| 1973年         | 措斯楚普站⟷哥本哈根火车总站⟷希勒勒站 （周一至周六白天）        | 不停靠瓦尔比站⟷哥本哈根火车总站、东门站⟷霍尔特站之间各站。                                                            |
| 1973年         | 哥本哈根火车总站⟷希勒勒站 （其余时段）                         | 不停靠瓦尔比站⟷哥本哈根火车总站、东门站⟷霍尔特站之间各站。                                                            |
| 1979年         | 索尔勒斯特兰站⟷哥本哈根火车总站⟷希勒勒站 （周一至周五白天）    | 不停靠洪迪厄站⟷哥本哈根火车总站、东门站⟷霍尔特站之间各站。                                                            |
| 1979年         | 哥本哈根火车总站⟷希勒勒站 （夜间及周末）                       | 不停靠洪迪厄站⟷哥本哈根火车总站、东门站⟷霍尔特站之间各站。                                                            |
| 1983年         | 克厄站⟷哥本哈根火车总站⟷希勒勒站                               | 不停靠洪迪厄站⟷谢勒站、谢勒站⟷哥本哈根火车总站、东门站⟷霍尔特站之间各站。                                             |
| 1989年         | 克厄站⟷哥本哈根火车总站⟷海勒鲁普站⟷希勒勒站 (高峰时段)         | 不停靠伊斯霍伊站⟷谢勒站、谢勒站⟷哥本哈根火车总站、海勒鲁普站⟷希勒勒站之间各站。                                       |
| 1989年         | 克厄站⟷哥本哈根火车总站⟷海勒鲁普站 （其余时段）                | 不停靠伊斯霍伊站⟷谢勒站、谢勒站⟷哥本哈根火车总站、海勒鲁普站⟷希勒勒站之间各站。                                       |
| 1991年         | 克厄站⟷哥本哈根火车总站⟷海勒鲁普站⟷希勒勒站 (高峰时段)         | 不停靠伊斯霍伊站⟷谢勒站、谢勒站⟷哥本哈根火车总站、海勒鲁普站⟷灵比站、灵比站⟷霍尔特站之间各站。                        |
| 1991年         | 克厄站⟷哥本哈根火车总站⟷海勒鲁普站 （其余时段）                | 不停靠伊斯霍伊站⟷谢勒站、谢勒站⟷哥本哈根火车总站、海勒鲁普站⟷灵比站、灵比站⟷霍尔特站之间各站。                        |
| 1993年         | 克厄站⟷哥本哈根火车总站⟷海勒鲁普站⟷希勒勒站 （周一至周六白天） | 不停靠伊斯霍伊站⟷谢勒站、谢勒站⟷哥本哈根火车总站、海勒鲁普站⟷灵比站、灵比站⟷霍尔特站之间各站。                        |
| 1993年         | 克厄站⟷哥本哈根火车总站⟷海勒鲁普站 （夜间及周日）              | 不停靠伊斯霍伊站⟷谢勒站、谢勒站⟷哥本哈根火车总站、海勒鲁普站⟷灵比站、灵比站⟷霍尔特站之间各站。                        |
| 2002年         | 克厄站⟷哥本哈根火车总站⟷海勒鲁普站⟷希勒勒站 （周一至周六白天） | 伊斯霍伊站⟷哥本哈根火车总站之间仅停靠自由站、谢勒站。 海勒鲁普站⟷霍尔特站之间仅停靠灵比站。                           |
| 2002年         | 克厄站⟷哥本哈根火车总站⟷海勒鲁普站 （夜间及周日）              | 伊斯霍伊站⟷哥本哈根火车总站之间仅停靠自由站、谢勒站。 海勒鲁普站⟷霍尔特站之间仅停靠灵比站。                           |
| 2005年         | 克厄站⟷哥本哈根火车总站⟷灵比站⟷希勒勒站 （周一至周六白天）     | 伊斯霍伊站⟷哥本哈根火车总站之间仅停靠自由站、谢勒站。 海勒鲁普站⟷霍尔特站之间仅停靠灵比站。                           |
| 2005年         | 克厄站⟷哥本哈根火车总站⟷灵比站 （夜间及周日）                  | 伊斯霍伊站⟷哥本哈根火车总站之间仅停靠自由站、谢勒站。 海勒鲁普站⟷霍尔特站之间仅停靠灵比站。                           |
| 2007年         | 克厄站⟷哥本哈根火车总站⟷灵比站⟷希勒勒站 （周一至周六白天）     | 不停靠伊斯霍伊站⟷自由站、自由站⟷新埃勒比约站、谢勒站⟷哥本哈根火车总站、、海勒鲁普站⟷灵比站、灵比站⟷霍尔特站之间各站。 |
| 2007年         | 克厄站⟷哥本哈根火车总站⟷灵比站 （夜间及周日）                  | 不停靠伊斯霍伊站⟷自由站、自由站⟷新埃勒比约站、谢勒站⟷哥本哈根火车总站、、海勒鲁普站⟷灵比站、灵比站⟷霍尔特站之间各站。 |
| 2007年9月      | 克厄站⟷哥本哈根火车总站⟷希勒勒站                               | 不停靠伊斯霍伊站⟷新埃勒比约站、海勒鲁普站⟷灵比站、灵比站⟷霍尔特站之间各站。                                           |
| 2011年12月     | 克厄站⟷哥本哈根火车总站⟷希勒勒站                               | 不停靠伊斯霍伊站⟷自由站、自由站⟷新埃勒比约站、海勒鲁普站⟷灵比站、灵比站⟷霍尔特站之间各站。                            |
| 2014年12月15日 | 克厄站⟷哥本哈根火车总站⟷霍尔特站                               | 不停靠伊斯霍伊站⟷自由站、自由站⟷新埃勒比约站之间各站。                                                                |
| 2017年1月30日  | 克厄站⟷哥本哈根火车总站⟷希勒勒站                               | 不停靠伊斯霍伊站⟷自由站、自由站⟷新埃勒比约站、海勒鲁普站⟷耶厄斯堡站、灵比站⟷霍尔特站之间各站。                        |
| 2018年12月10日 | 克厄站⟷哥本哈根火车总站⟷霍尔特站                               | 不停靠伊斯霍伊站⟷新埃勒比约站之间各站。                                                                               |

注：因丹麦首都圈轻轨施工，哥本哈根市郊铁路E线在2019年6月21日至2019年10月14日期间临时调整线路及停靠站，后恢复原线路及停靠站。 临时调整期间的大致走向为：克厄站⟷哥本哈根火车总站⟷灵比站（不停靠其中的伊斯霍伊站⟷新埃勒比约站之间各站）。

## Ex线
Ex线是E线的支线，目前已停运。1968年5月26日首通，1972年10月1日第一次停运。1983年9月25日复办，2007年9月23日再次停运。运营期间曾多次改变线路及停靠站。